# Železnyj potok
Železnyj potok (Железный поток) è un film del 1967 diretto da Efim L'vovič Dzigan.